# Frederik Bøgh (præst)
 Der er flere personer med dette navn, se Frederik Bøgh.
Matthias Frederik Georg Bøgh (født 25. november 1762 i Kerteminde, død 17. oktober 1831 i Herfølge) var en dansk præst og forfatter.
Han var søn af provst i Kerteminde Nicol Seidelin Bøgh (1717-1778) og Mette Cathrine Birch (1741-1796). Han blev gift i 1800 med Victorine Juliane Fog (1781-1861), som i sin lange enkestand boede i Det Harboeske Enkefruekloster i København. De var forældre til blandt andre provst Nicolaj Seidelin Bøgh (1805-1880) (far til Frederik, Nicolaj og Otto Bøgh) og kunstgartneren Georg Julius Bøgh (1821-1904).
Bøgh underviste som ung den senere biskop over Sjællands Stift Peter Erasmus Müller og forberedte ham til universitetet. Han bevarede en nær forbindelse med Müller, som blandt andet dedikerede sin bog Den chistne Kirkes almindelige Symboler  (1817) til Bøgh.
Bøgh blev cand.theol. 1792 og var derefter lærer ved Landkadetakademiet. Han blev sognepræst i Præstø og Skibinge 1797 og i Herfølge og Sædder 1810. 1807 blev han amtsprovst for Præstø Amt, et embede han tog sin afsked fra i 1828.
I samtidens kirkepolitiske stidigheder lå Bøgh på linje med Müller og hans efterfølger i bispestolen J.P. Mynster i den konflikt med Grundtvig, som efterhånden blussede op. Bøgh deltog desuden flittigt i teologiske diskussioner og havde i den forbindelse blandt andet korrespondance med Søren Kierkegaards far, M.P. Kierkegaard.
Bøgh interesserede sig meget for retskrivningsspørgsmål og var forfatter til blandt andet Udtog af den danske Sproglære til Brug ved Underviisning (1800), Almindelig dansk orthographisk Undersøgelse (1807) og Dansk Retskrivningslære, (1822). Som sprogmand stod Bøgh i tæt forbindelse med Rasmus Nyerup og W.H.F. Abrahamson.
I samklang med den nationale stemning efter Slaget på Rheden den 2. april 1801 talte han i Præstø Kirke den 12. november ved et af de patriotiske arrangementer, som skuespilleren H.C. Knudsen turnerede med i denne periode. Bøghs tale fra arrangementet blev udgivet samme år.